# Jésica Tritten
Jésica Tritten (Aldo Bonzi, 4 de octubre de 1981) es una periodista, docente universitaria y productora de televisión, especializada en televisión educativa, cultural, infantil y de divulgación científica, así como también en gestión cultural.

## Medios gráficos
A partir de 1999 colaboró en medios gráficos, televisivos y digitales como Editorial Crítica de Nuestro Tiempo, Le Monde Diplomatique, Diario Popular, MuchMusic, elhistoriador.com.ar y Revista Cortejar, entre otros.

## Creación y fundación de Canal Encuentro
Hacia finales de 2004 fue convocada para participar en el Programa de Medios Audiovisuales del Ministerio de Educación, Ciencia y Tecnología de la República Argentina, creado con el objetivo de sentar las bases de una nueva señal de televisión pública educativa, un proyecto inédito hasta entonces.
Desde 2006 hasta mediados de 2008 se desempeñó como Coordinadora de Dirección de Canal Encuentro. En julio de ese año, asumió como Directora de Contenidos y Programación de Canal Encuentro, el canal del Ministerio de Educación de la Nación Argentina. En esa posición participó de la fundación y formación integral de la señal y sus contenidos, producción televisiva y multimedial, recuperación, promoción y difusión de archivo y patrimonio audiovisual, selección de materiales internacionales, planeamiento estratégico en producción y programación, conformación de equipos de trabajo y desarrollo y conducción de la franja de historia argentina de la señal. Impulsó asimismo, la convergencia tecnológica que combina los lenguajes de Televisión e Internet.

## Pakapaka, Tecnópolis TV y DeporTV

### Creación de un polo de producción audiovisual educativo

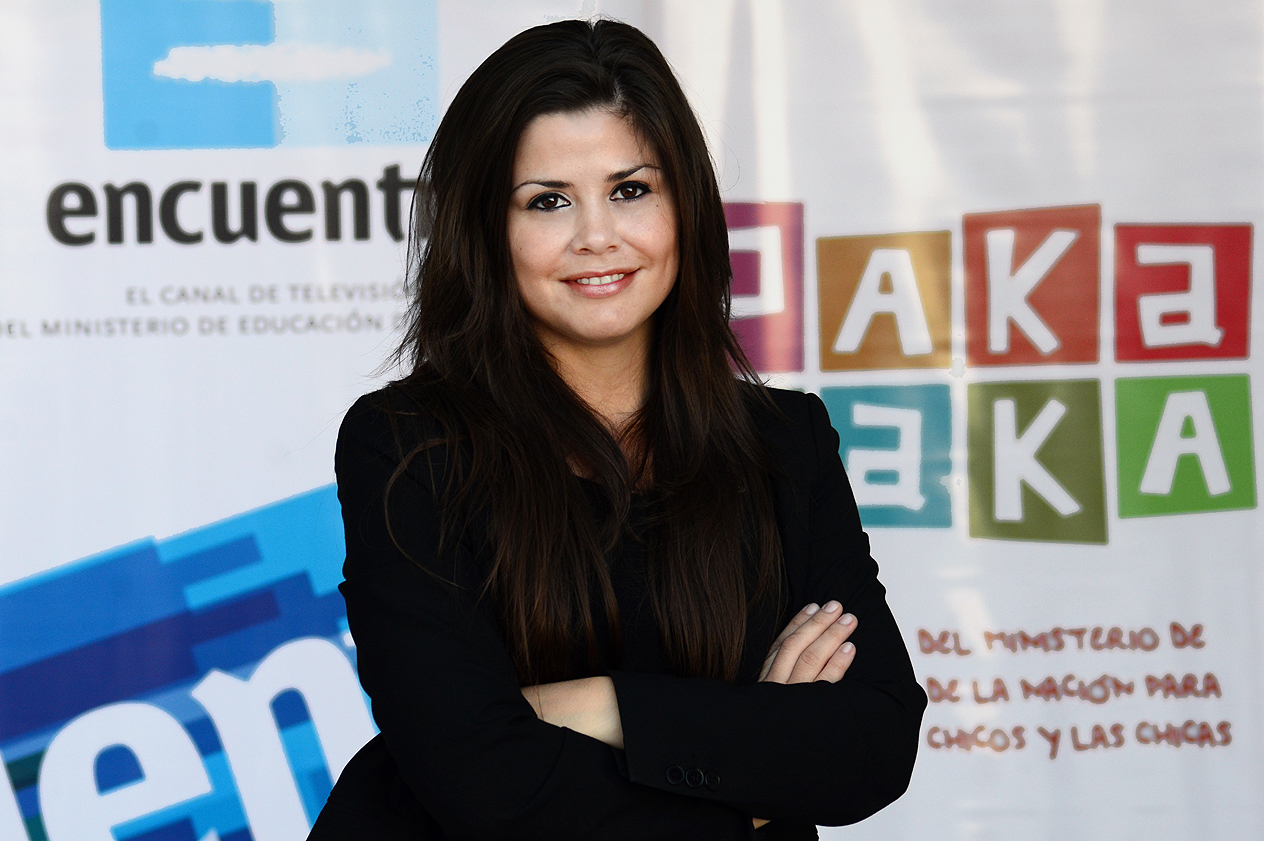
Jésica Tritten

En el 2012 asume como Directora General del Polo Educativo de Educ.ar S.E.,  desde donde se crearon otras tres nuevas señales: Pakapaka (canal de televisión), DeporTV (Argentina) y el start up de Tecnópolis TV, del Ministerio de Ciencia, Tecnología e Innovación Productiva. 
El Polo está integrado por Canal Encuentro, con contenidos culturales y educativos para toda la población; Pakapaka (canal de televisión), una señal para todos los chicos y chicas del país y de la región;  DeporTV (Argentina), un canal que fomenta la promoción y desarrollo de la actividad deportiva; el Portal Educ.ar y las Producciones TIC en todas sus multiplataformas (redes sociales, blogs, interactividad, etc.) y toda la tecnología de acceso (portabilidad); Por último incluye también la Alfabetización digital, para la comunidad educativa y la población en general. Este Polo Educativo es el primero en su tipo en la Argentina, donde la información y la tecnología tienen un rol preponderante para una construcción democrática de nuestra ciudadanía.
Además, el Polo contempla la emisión de sus producciones a través de Televisión Directa al Hogar (DTH), Televisión Digital Terrestre (TDT), Cableoperadores, Portabilidad (netbook, notebook, ipod, celulares, etc.) e Internet (en línea y video “a pedido” a través de las páginas y redes sociales, blogs, producciones interactivas, etc.)

### Obra y mudanza del polo al predio de la exESMA
La recuperación del predio que ocupara la Escuela de Mecánica de la Armada ESMA, fue asumida como política de Estado a partir de 2003, en el marco de la lucha de los organismos de derechos humanos de la Argentina por la memoria, la verdad y la justicia. 
El 24 de marzo de 2004, el presidente Néstor Kirchner llevó a cabo dos acciones de gran contenido simbólico: bajó los cuadros de los represores, hasta el momento colgados en el Colegio Militar, y recuperó el predio de la ESMA (Escuela de Mecánica de la Armada), lugar emblemático del terrorismo de Estado. Estas medidas pusieron de manifiesto un cambio en las políticas de derechos humanos convirtiéndolas en políticas de Estado. 
Luego de efectivizada la desocupación por parte de las Fuerzas Armadas, el 20 de noviembre de 2007 la Nación y la Ciudad Autónoma de Buenos Aires firmaron el convenio de creación del Ente Público Interjurisdiccional Espacio para la Memoria y para la Promoción y Defensa de los Derechos Humanos que tiene a su cargo la administración del predio. 
El Polo de señales funciona en el predio de la ex ESMA, el actual Espacio para la Memoria, donde Tritten participó, además, del proyecto integral de recuperación edilicia y acondicionamiento general, respetando su condición de Edificio Histórico Nacional. 

## Reconocimientos
Las producciones realizadas durante su gestión han recibido numeroso premios nacionales e internacionales tales como el Prix Jeunesse, Premios Martín Fierro, Japan Prize, FundTV, y nominaciones a los Premios Emmy, entre otros distinguidos galardones. Por su permanente colaboración con la promoción del sector audiovisual fue declarada Huésped de Honor de la Universidad Nacional de Río Cuarto.

## Formación y capacitación en el mundo
Permanentemente es invitada para reflexionar sobre temáticas de televisión educativa y cultural, medios públicos e innovación de proyectos audiovisuales en numerosos seminarios locales e internacionales. Ha formado parte de la creación, formación de directivos y trabajadores y talleres de formatos audiovisuales en señales de televisión de Ecuador, Brasil, Bolivia, Paraguay, Colombia, entre otros. Es Docente Adjunta de la materia Taller de Educación, Tecnología y Medios de la Licenciatura en Comunicación Social de la Universidad de Ciencias Sociales y Empresariales.